# Mossen, Motala
Mossen är en stadsdel i Motala, Motala kommun, Östergötland. Området utgörs främst av villabebyggelse. Mossenskolan revs 2006 och endast ett dagis återstår i området. Vid Mossen finns Motalas största centrala fotbollsplan, som dessutom får användas av allmänheten för olika aktiviteter och dess yta utgör ett helt kvarter.